# Francesco Flachi
Francesco Flachi (ur. 8 kwietnia 1975 we Florencji) – włoski piłkarz występujący na pozycji napastnika.

## Kariera klubowa

### Fiorentina
Flachi urodził się we Florencji. Swoje pierwsze kroki stawiał w zespole Fiorentiny. Pierwsze spotkanie w Serie A zagrał 4 września 1994 roku przeciwko Cagliari Calcio, wygrywanym 2:1.
Flachi rzadko pojawiał się w pierwszym składzie Violi, głównie ze względu na rywalizację z takimi piłkarzami jak Gabriel Batistuta i Luís Oliveira. Z tego względu był dwukrotnie wypożyczany do Bari i Ancona Calcio (obie w Serie B). Świetnie spisał się zwłaszcza w drugim z klubów, strzelając dziesięć bramek w zaledwie 17 meczach.

### Sampdoria
Latem 1999 roku Flachi przeniósł się do Sampdorii, świeżego spadkowicza do Serie B. W ciągu 4 lat gry na drugim poziomie rozgrywkowym zdobył łącznie 47 bramek.
W sezonie 2002/2003 Flachi strzelił dziewięć bramek w 35 grach, i awansował wspólnie z zespołem do Serie A. Został nazwany przez fanów klubu Genovese jako Salvatore della patria (po włosku Zbawiciel ojczyzny).
W sezonie 2004/2005, zdobył 14 bramek w 35 występach, czym pomógł Sampdorii w zajęciu piątego miejsca w tabeli. Zagrał także w 6 spotkaniach Pucharu UEFA, w których strzelił 2 bramki.

### Afery i zawieszenie
W dniu 21 września 2006 Flachi został zawieszony na dwa miesiące przez Włoską Federację Piłki Nożnej, ponieważ dochodzenia wykazały, że on i kolega z drużyny Moris Carrozzieri zbierali informacje dla hazardzistów dotyczące włoskiej piłki nożnej.
28 stycznia 2007, w wyniku kontroli antydopingowej po przegranym 0−2 meczu z Interem Mediolan, w organizmie Flachiego znaleziono ślady kokainy. W dniu 31 maja został zawieszony na 16 miesięcy, a później zakaz został przedłużony do dwóch lat. W rezultacie jego umowa z Sampdorią została anulowana.
W grudniu 2009, jako zawodnik Brescii Calcio, podobnie uzyskał pozytywny wynik kontroli antydopingowej na obecność w organizmie kokainy. Konsekwencją tego było 12-letnie zawieszenie, w wyniku którego zakończył karierę zawodniczą.

### Ostatnie lata kariery
Po odbyciu dwuletniej kary, Flachi został w styczniu 2009 zawodnikiem grającego w Serie B Empoli, dla którego w 13 spotkaniach strzelił 3 bramki. Latem 2009 podpisał kontrakt z Brescią Calcio, w której zdążył, przed ponownym zawieszeniem, zagrać w 14 spotkaniach i strzelić 2 bramki. W wyniku podobnego uzyskania pozytywnego wyniku kontroli antydopingowej, został zawieszony na 12 lat. Konsekwencją tego było zakończenie przez Flachiego kariery zawodniczej.

## Kariera reprezentacyjna
W kwietniu 2004 Giovanni Trapattoni powołał Flachiego do kadry reprezentacji Włoch na mecz z Islandią, jednak piłkarz reprezentujący wówczas barwy Sampdorii ostatecznie w nim nie wystąpił. W latach 1992–1993 Flachi był natomiast reprezentantem Włoch do lat 18.

## Statystyki
| Sezon             | Klub              | Kraj              | Rozgrywki         | Mecze | Bramki |
| ----------------- | ----------------- | ----------------- | ----------------- | ----- | ------ |
| 1993/94           | Fiorentina        | Włochy            | Serie B           | 10    | 2      |
| 1994/95           | Fiorentina        | Włochy            | Serie A           | 21    | 2      |
| 1995/96           | Fiorentina        | Włochy            | Serie A           | 3     | 0      |
| 1996/97           | Bari              | Włochy            | Serie B           | 21    | 3      |
| 1997/98           | Fiorentina        | Włochy            | Serie A           | 3     | 0      |
| 1997/98           | Ancona Calcio     | Włochy            | Serie B           | 17    | 10     |
| 1998/99           | Fiorentina        | Włochy            | Serie A           | 0     | 0      |
| 1999/2000         | Sampdoria         | Włochy            | Serie B           | 28    | 5      |
| 2000/01           | Sampdoria         | Włochy            | Serie B           | 34    | 17     |
| 2001/02           | Sampdoria         | Włochy            | Serie B           | 37    | 16     |
| 2002/03           | Sampdoria         | Włochy            | Serie B           | 35    | 9      |
| 2003/04           | Sampdoria         | Włochy            | Serie A           | 28    | 11     |
| 2004/05           | Sampdoria         | Włochy            | Serie A           | 35    | 14     |
| 2005/06           | Sampdoria         | Włochy            | Serie A           | 31    | 11     |
| 2006/07           | Sampdoria         | Włochy            | Serie A           | 13    | 4      |
| 2008/09           | Empoli FC         | Włochy            | Serie B           | 13    | 3      |
| 2009/10           | Brescia Calcio    | Włochy            | Serie B           | 14    | 2      |
| Łącznie w Serie A | Łącznie w Serie A | Łącznie w Serie A | Łącznie w Serie A | 134   | 42     |
| Łącznie w Serie B | Łącznie w Serie B | Łącznie w Serie B | Łącznie w Serie B | 209   | 67     |

## Sukcesy

### Fiorentina
- Serie B: 1993/94
- Puchar Włoch: 1995/96

### Sampdoria
- Serie B: 2002/03